# Anna Schwartz
Anna Jacobson Schwartz (née à New York le 11 novembre 1915 - morte à New York le 21 juin 2012) est une économiste monétariste américaine spécialisée en histoire économique. Ancienne présidente de la Western Economic Association, elle travaille comme économiste au National Bureau of Economic Research, à New York.

## Biographie
Elle est née en 1915. À 18 ans, elle est diplômée du Barnard College (Université Columbia), à New York. Une année plus tard, elle obtient un master en économie à l’université Columbia, et elle commence une carrière d'économiste professionnel l’année suivante. En 1964, elle obtient son doctorat dans la même université.
Son premier travail, « British Share Prices, 1811 - 1850 », rédigé sous le nom de Anna Jacobson, et en collaboration avec Arthur Gayer et Isaïe Finkelstein, est publié dans la Review of Economics and Statistics. Ce document est annonciateur en plusieurs points de son travail ultérieur. Il se fonde sur des données financières de la Grande-Bretagne, et fait preuve d’une démarche rigoureuse pour la présentation, l'explication et l'interprétation des données.

## Travaux
En 1941, elle rejoint l’équipe du National Bureau of Economic Research, où (en 2007) elle travaille toujours, cinq jours par semaine. Elle était entrée dans cette institution pour travailler sur les cycles économiques.
Forte de ces connaissances en histoire économique et de son expérience des cycles économiques, elle coécrit avec Arthur Gayer et Walt Whitman Rostow le livre Growth and Fluctuations in the British Economy, 1790 – 1850: An Historical, Statistical, and Theoretical Study of Britain’s Economic Development. Ce livre est toujours considéré comme une référence concernant cette période économique.
Cependant, elle tient surtout sa popularité de son travail fructueux avec Milton Friedman, avec lequel elle coécrit en 1963 le livre A Monetary History of the United States, 1867-1960, puis, toujours en 1963, l’article « Money and Business Cycles ».
Ils écrivent également ensemble les livres Monetary Statistics of the United States (1970), et Monetary Trends in the United States and the United Kingdom: Their Relation to Income, Prices, and Interest Rates, 1867 – 1975 (1982). Ces ouvrages ont profondément transformé la vision du rôle de monnaie dans l’économie ; alors que le rôle de la monnaie était auparavant jugé peu important, leurs travaux ont montré l’importance de la politique monétaire pour le contrôle de l’inflation. Sa thèse, selon laquelle la stabilité monétaire suffit à garantir la stabilité financière, a été nommé d'après elle (voir Hypothèse de Schwartz).

## Œuvres
Anna Schwartz a beaucoup écrit. La liste suivante n'est pas exhaustive :
- British Share Prices, 1811-1859, 1940, REStat
- The Beginning of Competitive Banking in Philadelphia, 1782-1809., 1947, JPE
- An Attempt at a Synthesis in American Banking History, 1947, JEH
- Growth and Fluctuation of the British Economy, 1790-1850, with A.D. Gayer and W.W. Rostow, 1953.
- A Monetary History of the United States, 1867-1960, with Milton Friedman, 1963.
- Money and Business Cycles, with Milton Friedman, 1963.
- The Definition of Money with M. Friedman, 1969.
- Why Money Matters, 1969, Lloyds BR
- Monetary Statistics of the United States, with Milton Friedman, 1970.
- Secular Price Change in Historical Perspective, 1973, JMCB
- How Feasible is Flexible Monetary Policy?, 1975, in Selden, editor, Capitalism and Freedom
- Has the Growth of Money Substitutes Hindered Monetary Policy?, with P. Cagan, 1975, JMCB.
- Monetary Trends in the United States and the United Kingdom, 1878-1970, 1975, JEH
- Issues in Monetary Economics and their Impact on Research in Economic History, 1977, in Gallman, editor, Research in Economic History
- Policies for Research in Monetary Economics, 1977, in M. Perlman, editor, The Organization and Retrieval of Economic Knowledge.
- The Banking Reforms of the 1930s, 1979, in Walton, editor, Regulatory Change in an Atmosphere of Crisis
- Money and Prices in the Nineteenth Century: An old debate rejoined, with M.D. Bordo, JEH
- Understanding 1929-1933, 1981, in K. Brunner, editor, Great Depression Revisited
- A Century of British Market Interest Rates, 1874-1975., 1981.
- Money and Prices in the Eighteenth Century: Was Thomas Tooke right?, with M.D. Bordo, 1981, Explorations in Economic History.
- The Effect of the Term Structure of Interest Rates on the Demand for Money in the United States, 1982, with M. Friedman, 1982, JME
- Interrelations between the United States and the United Kingdom, 1873-1975, with M. Friedman, 1982, J Int Money and Finance
- Monetary Trends in the United States and the United Kingdom, 1982, with M. Friedman.
- Reflections on the Gold Commission Report, 1982, JMCB
- International Debt, Insolvency and Illiquidity, with K. Brunner, 1983, J of Economic Affairs
- The Importance of Stable Money: Theory and Evidence, with M.D. Bordo, 1983, Cato Journal
- The International Transmission of Inflation, 1983.
- A Retrospective on the Classical Gold Standard, 1821-1931 with M.D. Bordo, 1984.
- International Lending and the Economic Environment, 1984, Cato Journal.
- Real and Pseudo-Financial Crises, 1986, in Wood, editor, Financial Crises and World Banking Policy.
- Has Government Any Role in Money?,  with M. Friedman, 1986, JME
- Alternative Monetary Regimes: The Gold Standard, 1986, in Campbell and Dougan, editors, Alternative Monetary Regimes
- The Behavior of Money Stock under Interest Rate Control: Evidence for Canada, with M.D. Bordo and E.U. Choudhri, 1987, JMCB
- Money in Historical Perspective, 1987.
- Bank Runs and Deposit Insurance Reform, 1988, Cato Journal
- Transmission of Real and Monetary Disturbances under Fixed versus Floating Rates, with M.D. Bordo, 1990, Cato Journal
- International Debts: What's fact and what's fiction, 1990, Economic Inquiry.
- The Performance and Stability of Banking Systems under "Self-Regulation": Theory and Evidence with M.D. Bordo, 1995, Cato Journal
- International Financial Crises: Myths and reality, 1998, Cato Journal